# Boletus pinophilus
O Boletus pinophilus, comumente conhecido como boleto dos pinheiros, é um fungo basidiomiceto do gênero Boletus encontrado em toda a Europa e no oeste da Ásia. Descrito pelo naturalista italiano Carlo Vittadini em 1835, o B. pinophilus foi considerado por muitos anos uma subespécie ou forma do cogumelo porcino B. edulis antes que os estudos genéticos confirmassem seu status distinto. Em 2008, a B. pinophilus no oeste da América do Norte foi reclassificada como uma nova espécie, a B. rex-veris. O cogumelo de B. pinophilus é comestível e pode ser preservado e cozido.
O fungo cresce predominantemente em florestas de coníferas em solos arenosos, formando associações ectomicorrízicas em simbiose com árvores vivas, envolvendo as raízes subterrâneas da árvore com revestimento de tecido fúngico. As árvores hospedeiras incluem várias espécies de pinheiros, o abeto-branco e o espruce-europeu, bem como árvores caducifólias, como castanheiras, carvalhos e faias. O fungo produz basidiomas (cogumelos) acima do solo sob os pinheiros no verão e no outono. Ele tem um píleo de cor marrom-avermelhada a marrom e um estipe grande e bulboso, coberto por uma reticulação grossa vermelho-alaranjada. Como ocorre com outros boletos, o tamanho do basidioma é variável.

## Taxonomia
O naturalista italiano Carlo Vittadini foi o primeiro a reconhecer a Boletus pinophilus como um táxon distinto, descrevendo-a como B. edulis var. pinicola em 1835. Ela foi elevada ao status de espécie, como B. pinicola, por Antonio Venturi em 1863. Pier Andrea Saccardo tratou-a como uma variedade de Boletus aestivalis em 1910. Ela ganhou seu nome atual em 1973, descrita pelos micologistas tchecos Albert Pilát e Aurel Dermek. Um novo nome binomial teve que ser criado, pois B. pinicola, de autoria de Venturi, era inválido devido ao fato de já ter sido dado anteriormente ao fungo agora conhecido como Fomitopsis pinicola [en]. O epíteto específico é uma mistura do latim pinus "pinheiro" e do grego antigo philus "amoroso". A B. pinophilus é classificada como Boletus na seção Boletus; a análise genética dos membros europeus desse grupo confirmou que ele é próximo, mas geneticamente distinto, da B. edulis e foi proposta a manutenção de seu status como uma espécie separada.
Em 2008, foi publicada uma revisão taxonômica das populações do oeste da América do Norte dessa espécie, estabelecendo-as formalmente como uma espécie distinta, B. rex-veris. As populações do leste da América do Norte sob pinheiros foram reclassificadas como uma nova espécie B. pseudopinophilus. Por outro lado, a B. vinosulus descrita na República Tcheca em 1992 foi sinonimizada com a B. pinophilus.
A análise filogenética mostrou que a B. pinophilus é membro de um clado, ou grupo estreitamente relacionado, com as espécies norte-americanas B. subcaerulescens, B. subalpinus, B. regineus, B. fibrillosus e B. rex-veris. Apesar das aparências diversas, esses táxons são geneticamente próximos, levando Feng e colegas a especular sobre a combinação dos quatro primeiros táxons acima como uma única espécie. Esses quatro táxons divergiram da linhagem que deu origem à B. fibrillosus e à B. rex-veris há cerca de 5 milhões de anos; o ancestral comum de todos eles divergiu do ancestral da B. edulis há cerca de 10 milhões de anos.
A Sociedade Britânica de Micologia (British Mycological Society) aprovou o nome comum boleto dos pinheros (pine bolete) para B. pinophilus. Outros nomes comuns na língua inglesa incluem boleto rei vermelho (red king bolete), boleto pinho rei (pinewood king bolete), e em francês cèpe des pins (boleto dos pinheiros). Em português, ele é conhecido pelo nome comum boleto dos pinheiros.

## Descrição
O basidioma tem um píleo de formato convexo, a princípio pequeno em relação ao estipe, aumentando de volume à medida que amadurece. A pileipellis é seca, fosca e pode ser da cor marrom a marrom chocolate com um tom avermelhado. É mais espessa do que outros boletos do tipo porcino e é gelatinosa. Essas características o distinguem visualmente de espécies semelhantes como Boletus edulis, B. reticulatus e B. aereus. O píleo novo e imaturo pode ter uma cor rosa pálido e ser pulverizado com pó branco.
Como em todos os boletos, o tamanho do basidioma pode variar muito. O diâmetro do píleo pode chegar a 40 cm, a altura do estipe a 25 cm e o diâmetro do estipe a 16 cm.  O estipe bulboso é geralmente grande, medindo de 4 a 10 cm de altura por 3 a 8 cm de largura, inchado e imponente, com uma superfície reticulada, muito mais grosso nessa espécie do que em outros cogumelos porcinos. A cor geral pode ter uma tonalidade vermelho-alaranjada, que é mais evidente nas partes mais baixas, embora isso também seja comum em outras espécies. Como outros boletos, o B. pinophilus tem pequenos poros na parte inferior do píleo em vez de lamelas. Os poros são brancos no início, tornando-se amarelos com a idade e marrom-oliva na maturidade total. Os esporos são cilíndrico-elipsoides, lisos, com gotas de óleo e dimensões de 15,5 a 20 por 4,5 a 5,5 μm. Eles produzem uma esporada marrom-oliva.
- Espécimes selvagens
- Espécime empurrando as agulhas de pinheiro para cima
- Partes inferiores dos espécimes coletados

## Distribuição e habitat
O Boletus pinophilus é o mais raro dos cogumelos do tipo porcino na Europa, embora seja encontrado em regiões temperadas. É encontrado na Grã-Bretanha, onde é mais comum na Escócia, e na França, onde é mais comum no sul, no Oblast de Leningrado e no Oblast de Vologda na Rússia, e na Ucrânia. O boleto é considerado vulnerável na República Tcheca. Estende-se até a Ásia Menor e o sudoeste da Ásia, especificamente até krai de Perm, na Rússia central, e o Oblast de Irkutsk, na Sibéria. Também é encontrado em plantações de pinheiros exóticos (como Pinus sylvestris) no leste da América do Norte, México, Chile, África do Sul e Nova Zelândia. As populações nativas da China e da América do Norte foram confirmadas, em sua maioria, como espécies distintas.

## Ecologia
A B. pinophilus forma relações ectomicorrízicas em simbiose com espécies de pinheiro (Pinus) como o pinheiro-cembro (P. cembra), o pinheiro-larício (P. nigra), o pinheiro córsega (P. nigra subsp. laricio), o pinheiro-bravo (P. pinaster), o P. radiata, o pinheiro-silvestre (P. sylvestris) e o P. uncinata, bem como o abeto-branco (Abies alba) e o espruce-europeu (Picea abies). Portanto, ele pode ser localizado onde quer que essas árvores cresçam, particularmente com o pinheiro silvestre na Grã-Bretanha, preferindo os solos pobres, ácidos e arenosos associados às florestas de coníferas. Parece favorecer o Pinus, enquanto a forma do cogumelo que ocorre em associação com Abies e Picea foi rotulada como B. pinophilus var. fuscoruber. No entanto, ele não se limita a árvores coníferas e também pode ser encontrado frutificando em florestas caducifólias sob castanheiras (Castanea sativa), carvalhos (Quercus), faias (Fagus sylvatica) e possivelmente bétulas e carpino (Carpinus). Os basidiomas podem ocorrer isoladamente ou em pequenos grupos durante os meses de verão e outono, embora sejam conhecidos por aparecerem já em abril na Itália. Um estudo de campo de 2007 sobre quatro espécies de boletos revelou pouca correlação entre a abundância de basidiomas e a presença de seus micélios abaixo do solo, mesmo quando as amostras de solo foram coletadas diretamente abaixo do cogumelo; o estudo concluiu que os estímulos que levam à formação de micorrizas e à produção de basidiomas parecem ser mais complexos do que se pensava anteriormente.

## Usos
O cogumelo Boletus pinophilus é comestível e pode ser usado fresco, em conserva, desidratado e cozido de maneira semelhante a de outros boletos comestíveis.  É muito apreciado e pode ser bastante caro na região central do México, onde é frequentemente vendido desidratado. A carne é branca, macia em espécimes maduros e não muda de cor quando ferida. O sabor e o cheiro são agradáveis. As pessoas de La Malinche compararam o sabor à carne de porco e ao torresmo de porco. É facilmente identificado erroneamente como o porcino B. edulis, devido ao habitat e à aparência semelhantes. É um alimento muito apreciado, especialmente nas regiões do sul da Europa, como Portugal, País Basco e Navarra, na Espanha, França, Itália, Bulgária e Sérvia. Nas proximidades de Borgotaro, na província de Parma, no norte da Itália, as quatro espécies B. edulis, B. aereus, B. reticulatus e B. pinophilus foram reconhecidas por seu sabor superior e oficialmente chamadas Fungo di Borgotaro. No local, esses cogumelos têm sido coletados e exportados comercialmente há séculos. É um cogumelo comumente consumido na Turquia, especialmente na região de Mármara e do oeste do Mar Negro, e é exportado para a Europa. É vendido comercialmente na Finlândia.
Os cogumelos frescos têm até 90% de água e são ricos em carboidratos. Os álcoois insaturados são um dos principais componentes do aroma dos cogumelos porcinos; 1-Octen-3-ol, 2-octen-1-ol, 3-Octanona, (E)-2-octenal, oct-1-en-3-ona e 1,7,7-trimetil-heptan-2-ona, ácido 2-propenóico e 1,3-octadieno são os principais compostos voláteis do B. pinophilus. O B. pinophilus é conhecido por ser um bioacumulador dos metais pesados mercúrio, cádmio e selênio. Para reduzir a exposição, as autoridades recomendam evitar cogumelos de áreas poluídas, como as próximas a minas, fundições, estradas, incineradores e locais de descarte. Além disso, os poros devem ser removidos, pois contêm as maiores concentrações de poluentes.